# Pien Ťing-čao
Pien Ťing-čao (čínsky pchin-jinem Biān Jǐngzhāo, znaky zjednodušené 边景昭, tradiční 邊景昭; asi 1356? – asi 1428?) byl čínský malíř tvořící první třetině 15. století v mingské Číně.

## Jména
Pien Ťing-čao používal zdvořilostní jméno Pien Wen-ťin (čínsky pchin-jinem Biān Wénjìn, znaky zjednodušené 边文进, tradiční 邊文进).

## Život a dílo
Pien Ťing-čao pocházel z Ša-sienu v povincii Fu-ťien, jeho rod původně žil v Lung-si v Kan-su.
Jeho umění mu vyneslo místo u dvora císaře Jung-le (vládl 1402–1424). Byl předním malířem žánrů květin a ptáků raného mingského období v akademickém stylu severosungských malířů, užíval však výraznější barvy a jeho práci se štětcem ovlivnili i jihosungští Ma Jüan a Sia Kuej.

## Galerie

Obrazy Pien Ťing-čaoa
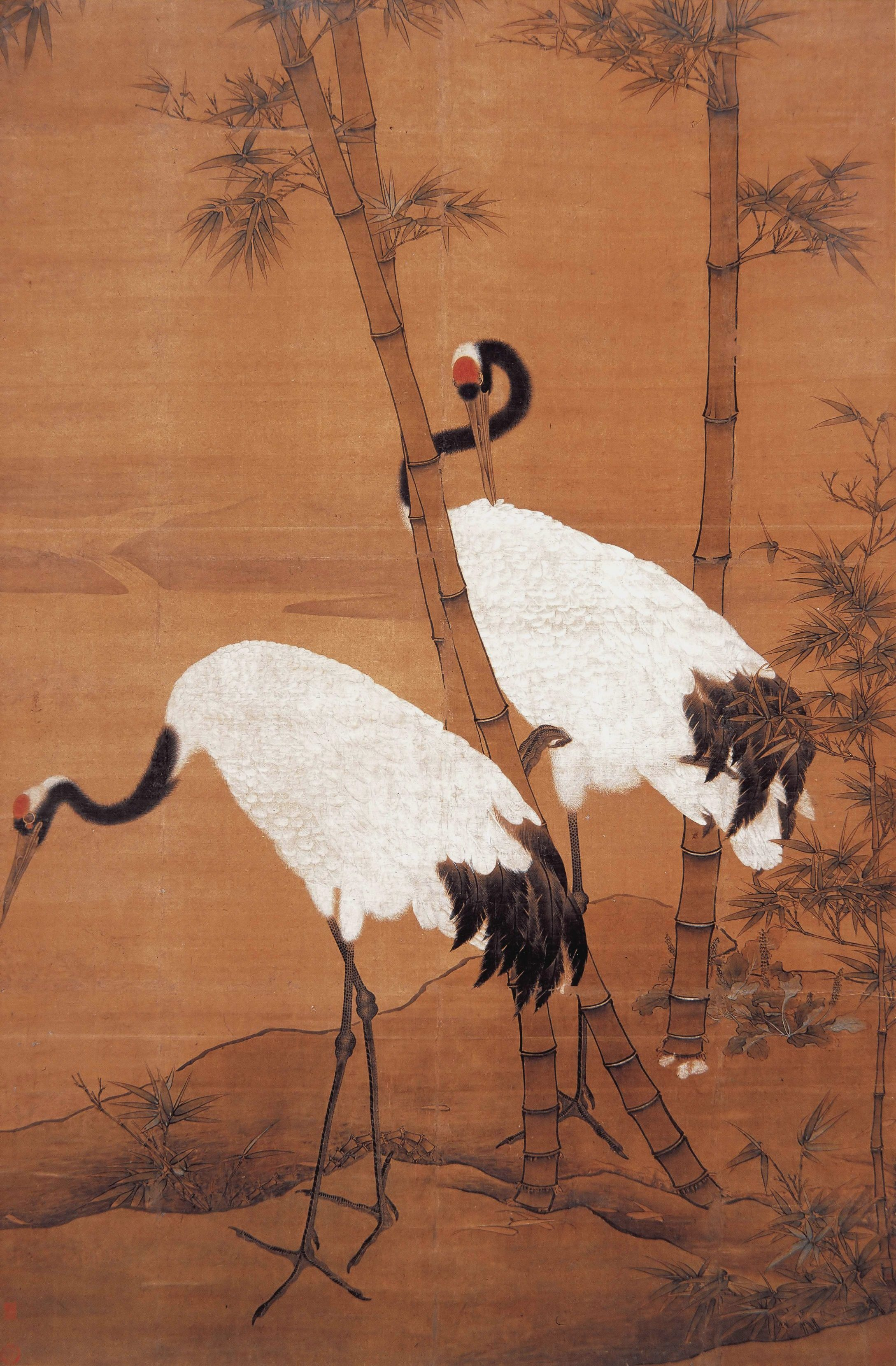
Bambus a jeřábi, Palácové muzeum, Peking
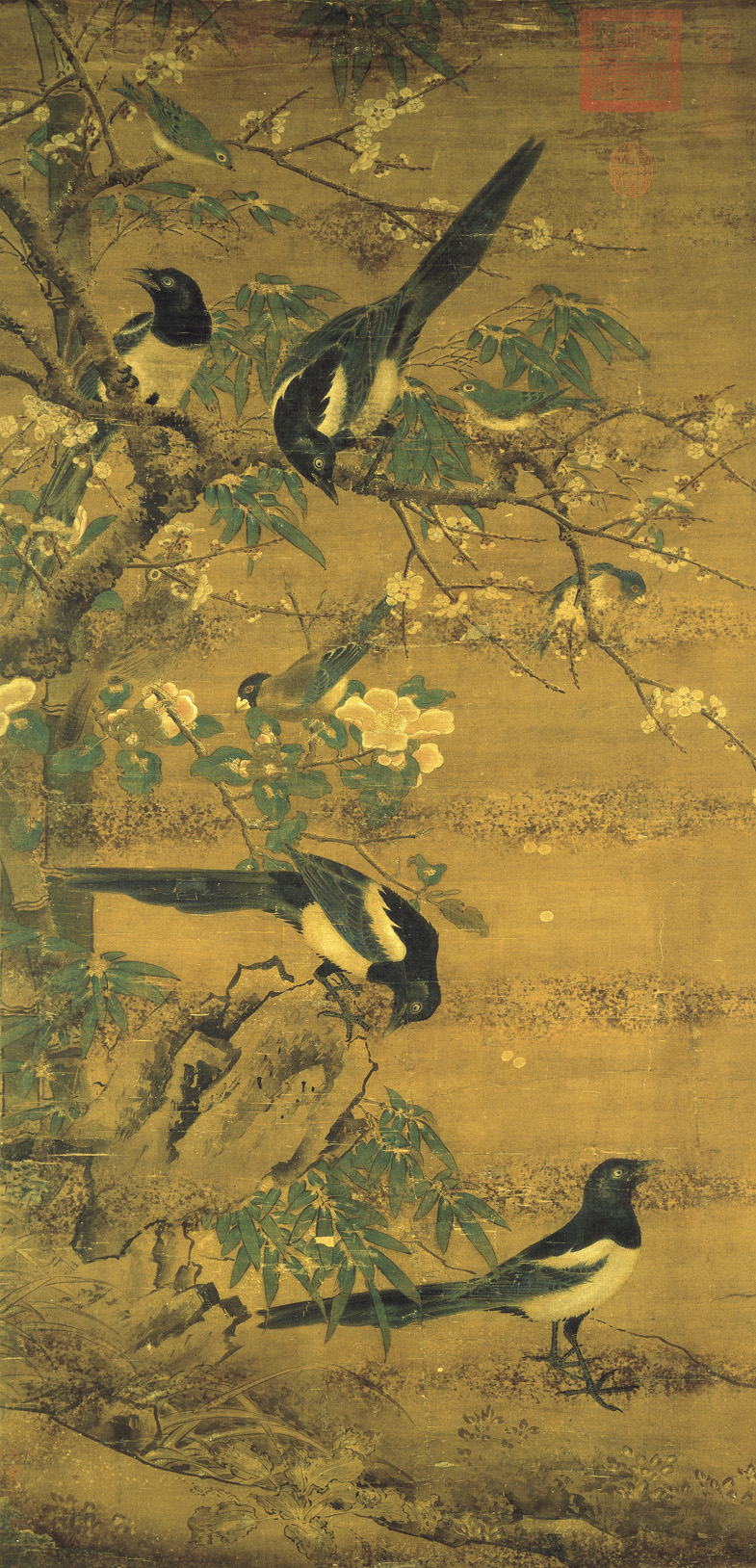
Čtyři straky, Národní palácové muzeum, Tchaj-pej
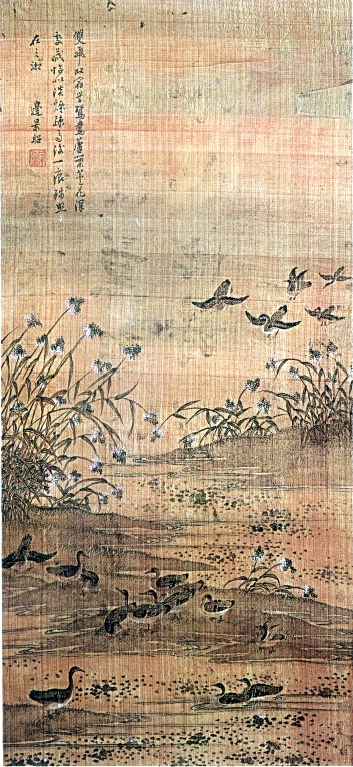
Divoké husy, Národní muzeum, Varšava
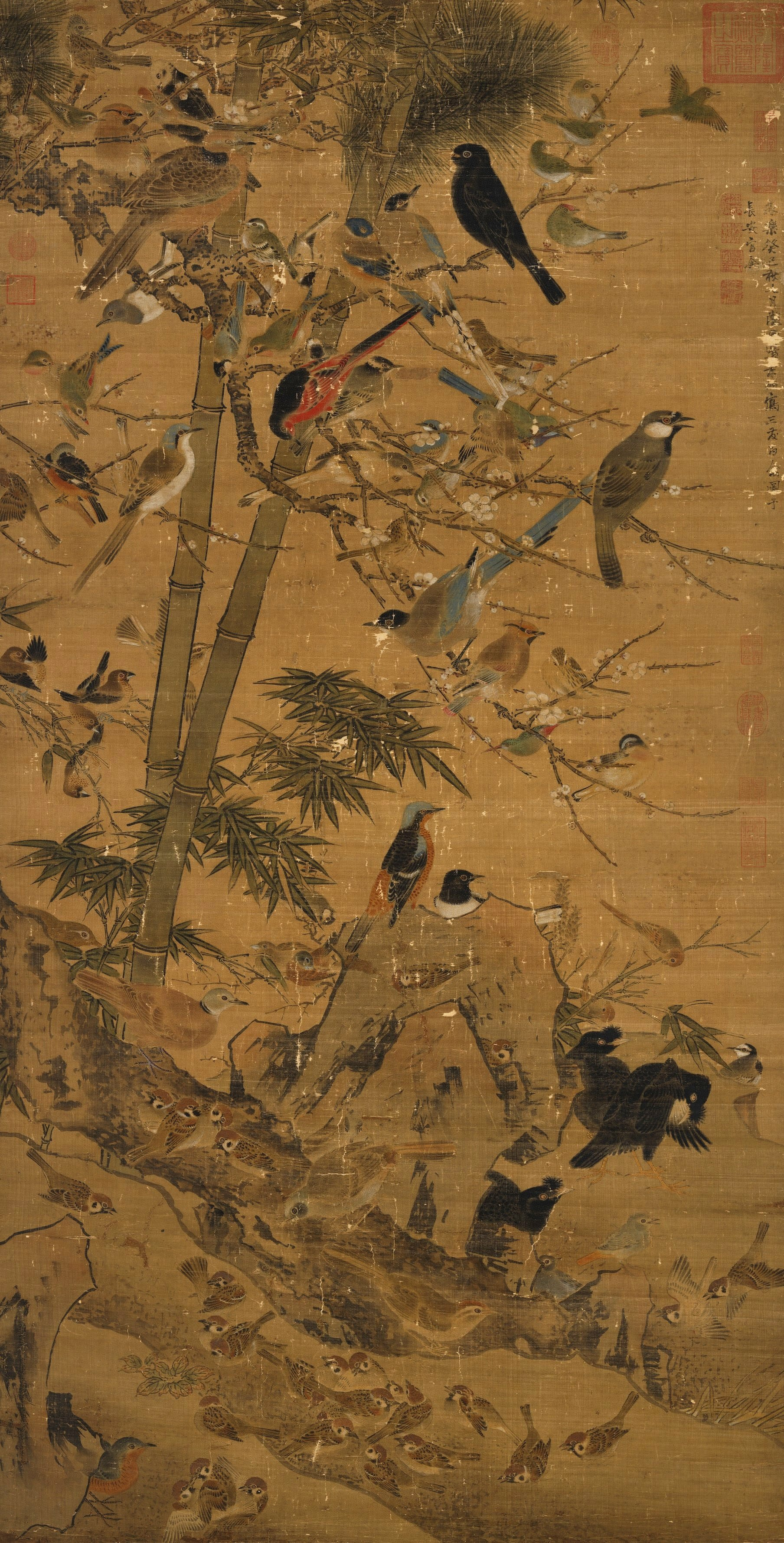
Tři přátelé a stovka ptáků, Národní palácové muzeum, Tchaj-pej